# تغريبة منصور الأعرج (رواية)
تغريبة منصور الأعرج هي رواية للكاتب اليمني الطبيب مروان الغفوري، طبعت ونشرت النسخة الأولى منها عام 2015، عن دار الآداب للنشر والتوزيع.

## الرواية
يتتبع الغفورى في روايته رحلة منصور، بقدمه العرجاء، وبمعيّة أمّه الشمس، في أرجاء اليمن خلال حرب الجبهة، يصاحب «الباهوت» - الولي الذي هو، حسب الرواية، رسولُ غرامٍ بالنسبة إلى النساء، وخزينةُ أسرارٍ بالنسبة إلى الرجال – ويستمع إلى قصص الناس وحكاياتهم ومآسيهم وإيماناتهم وحروبهم. وينتهي به المطاف إلى عدن، ليكتشف أنّه لا يمكنه دخول هذه المدينة حاملًا سلاحَه.

## طالع ايضاً
- الخزرجي (رواية)